# 차지 증후군
차지 증후군(CHARGE syndrome)은 유전 질환으로 인해 발생하는 희귀한 증후군이다. 1979년에 처음 기술되었으며, "CHARGE"라는 두문자어는 눈의 콜로보마, 심장 결함, 뒤콧구멍 막힘증, 성장 또는 발달 지연, 생식기 또는 비뇨기 이상, 귀 이상 및 귀먹음과 같은 선천적 특징을 가진 신생아에게 사용되었다. 이러한 특징들은 더 이상 CHARGE 증후군 진단에 사용되지 않지만, 이름은 유지되고 있다. 사례의 약 3분의 2는 CHD7 유전자 돌연변이 때문이다. CHARGE 증후군은 10,000명의 출생아당 0.1–1.2명에게서만 발생하며, 2009년 기준으로 미국에서 선천성 시청각장애의 주요 원인이었다.

## 유전학
CHARGE 증후군은 이전에 CHARGE 연합으로 불렸는데, 이는 우연에 의해 예상되는 것보다 더 자주 함께 발생하는 비무작위적인 선천성 기형 패턴을 나타내지만, 공통 원인은 확인되지 않았다. CHARGE 환자 중 알려진 특징의 100%를 가진 사람은 거의 없을 것이다. 2004년, 네덜란드의 17명 환자 중 10명에게서 CHD7 유전자( 8번 염색체에 위치)의 돌연변이가 발견되어 CHARGE가 공식적인 증후군이 되었다. 2006년 미국에서 110명의 CHARGE 증후군 환자를 대상으로 한 연구에서는 검사 대상자의 60%가 CHD7 유전자 돌연변이를 가지고 있음을 보여주었다.
2010년, 임상적으로 진단된 379건의 CHARGE 증후군 사례 중 CHD7 유전자 돌연변이 검사를 시행한 결과, 사례의 67%가 CHD7 돌연변이로 인한 것으로 밝혀졌다.

## 진단
CHARGE 증후군 진단은 드물기 때문에 종종 어렵다. 이 증후군은 여러 분야에 걸쳐 있으며, 따라서 증상은 소아과 의사, 가정의학과 의사, 구강악안면외과 의사, 이비인후과 전문의, 안과 의사, 내분비내과 의사, 심장병 전문의, 비뇨기과 의사, 발달 전문의, 영상의학과 의사, 유전학자, 물리치료사, 작업치료사, 언어치료사 또는 정형외과 전문의에 의해 인식될 수 있다.

### 징후
유전자 검사로 CHARGE 증후군 아동의 거의 3분의 2를 양성으로 식별할 수 있지만, 진단은 여전히 주로 임상적이다. 다음 징후들은 원래 이 증후군을 가진 아동에게서 확인되었지만, 더 이상 단독으로 진단에 사용되지 않는다.
- C – 눈의 콜로보마, 중추신경계 이상
- H – 심장 결함
- A – 뒤콧구멍 막힘증
- R – 성장 및 발달 지연
- G – 생식기 및 비뇨기 결함 (성선기능저하증, 잠복고환, 요도밑열림증 외)
- E – 귀 이상 및 귀먹음과 "늘어진 귀"로 알려진 비정상적으로 그릇 모양의 오목한 귀.

### 유전자 검사
CHARGE 증후군에 대한 유전자 검사는 CHD7 유전자에 대한 특정 유전자 검사를 포함한다. 이 검사는 대부분의 주요 유전자 검사 연구소에서 이용할 수 있다. 보험 회사는 때때로 이러한 유전자 검사 비용을 지불하지 않지만, 유전자 검사가 의학의 모든 측면에서 표준이 되면서 빠르게 변화하고 있다. CHARGE 증후군은 임상 진단이며, 이는 진단을 위해 유전자 검사가 필요하지 않음을 의미한다. 오히려, 진단은 임상적 특징만으로도 가능하다.

### 다른 장기계 검사
임상적 징후에 따라 진단이 내려지면, 관련될 수 있는 다른 신체 시스템을 조사하는 것이 중요하다. 예를 들어, 귀의 비정상적인 외관과 발달 지연을 기반으로 진단이 내려지면, 아동의 청력, 시력, 심장, 코 및 비뇨생식기 시스템을 확인하는 것이 중요하다. 이상적으로는 새로 CHARGE 증후군으로 진단받은 모든 아동은 이비인후과 전문의, 청각사, 안과 의사, 소아 심장병 전문의, 발달 치료사 및 소아 비뇨기과 전문의의 완전한 평가를 받아야 한다.
스자좡 제4병원(Shijiazhuang Fourth Hospital)의 량위(Yu Liang)와 BGI 유전체학의 허쓰제(Sijie He)가 주도한 최근 연구는 태아 초음파를 이용하여 CHARGE 증후군을 감지하는 방법을 강조했다. 주요 연구 결과는 CHD7 유전자의 돌연변이가 항상 공공 데이터베이스에 등재되어 있지 않으므로 유전자 검사 없이는 CHARGE 증후군 진단이 어렵다는 것을 시사했다. 또한 CADD와 MutationTaster에 의해 유해하다고 예측되었다.
표현형의 다양성은 진단을 더욱 복잡하게 만들며, 돌연변이의 심각성과 임상 증상 사이에 명확한 상관관계는 없다. 트리오-WES 분석은 신생아의 새로운 돌연변이를 확인하여 효과적인 관리를 위한 조기 진단의 중요성을 강조했다. 이 연구는 초음파 검사와 특수 유전자 검사를 통한 조기 산전 진단의 중요성을 강조한다. 이 접근법은 시기적절한 개입을 용이하게 하고 희귀 유전 질환에 대한 이해를 높여 CHARGE 증후군 및 유사 질환의 진단 프로토콜을 개선한다.

## 치료
CHARGE 증후군 아동은 생명을 위협하는 여러 가지 의학적 상태를 가질 수 있다. 의료 발전과 함께, 이 아동들은 다학제 의료 전문가 팀의 지원을 받아 생존하고 잘 자랄 수 있다. 치료와 교육은 청각 장애, 시력 문제 및 기타 다른 문제를 고려해야 한다. 정적 자세, 보행 및 자기 관리 기술을 개선하기 위한 작업 치료, 언어 치료 및 물리 치료와 같은 조기 개입이 중요하다. 시청각장애와 같이 여러 건강 장애를 가진 아동의 지능은 조기 개입이 없을 경우 과소평가될 수 있다.

### 교육
CHARGE 증후군 아동은 교실 내에서 능력에 큰 차이를 보일 수 있다: 일부는 거의 지원이 필요하지 않을 수 있지만, 일부는 전일제 지원과 개별화된 프로그램을 필요로 할 수 있다.
다양하게 영향을 받는 각 신체 시스템을 고려하는 것은 교육 환경에서 아동의 성공에 필수적이다.
비정상적인 행동을 다루는 중요한 단계는 그러한 행동이 왜 발생하는지 이해하고 아동이 더 적절한 의사소통 방법을 배우도록 돕는 것이다.

## 역학
발병률은 10,000명 출생아당 0.1에서 1.2명으로 추정되지만, 실제 발병률은 알려져 있지 않다. 2005년 기준으로 캐나다에서 가장 높은 유병률이 발견되었으며, 출생아 8,500명당 1명으로 추정되었다.

## 역사
B.D. 홀은 1979년 학술지 논문에서 뒤콧구멍 막힘증을 가지고 태어난 약 17명의 아동에 대해 CHARGE 연합을 처음 기술했다. 같은 해 H.M. 히트너는 뒤콧구멍 막힘증뿐만 아니라 콜로보마, 선천성 심장 결함, 청력 손실을 가진 10명의 아동을 기술했다. 콜로보마 또는 뒤콧구멍 막힘증과 기타 관련 특징적인 기형 중 일부를 사용하여, R. A. 파곤은 이 연관된 기형 집합이 함께 발생한다는 점을 강조하기 위해 1981년 CHARGE라는 두문자어를 처음 만들었다.
이는 CHARGE 연합이라는 큰 틀 안에서 하나의 증후군으로 인식되기 시작했는데, 이는 겉보기에 무작위적으로 나타나는 징후들이 함께 발생하는 것을 의미한다. CHARGE에서 보이는 징후들이 유전적 이상으로 인해 발생하기 때문에, 결국 그 이름은 'CHARGE 증후군'으로 변경되었다.
1993년에 정식으로 설립된 CHARGE 증후군 재단은 CHARGE 증후군 환자, 가족, 연구자 및 임상의를 위한 미국 기반 조직으로, CHARGE 증후군에 대한 연구 및 과학적 지식을 증진하는 데 목적을 둔다. 재단은 1993년에 처음 개최된 격년 국제 회의를 개최한다.

## 같이 보기
- 증후군 목록
- 증후군성 자폐 스펙트럼 조건의 특징